# 니시무라 모토키
니시무라 모토키( 일본어: 西村 昌樹, 1947년 6월 8일~)는 일본의 전직 유도 선수로 1972년 하계 올림픽 헤비급 동메달을 획득했다.